# Ostheimer
 (avril 2023).
Si vous disposez d'ouvrages ou d'articles de référence ou si vous connaissez des sites web de qualité traitant du thème abordé ici, merci de compléter l'article en donnant les références utiles à sa vérifiabilité et en les liant à la section « Notes et références ».
Ostheimer est une entreprise allemande de fabrication de jouets en bois pour enfants. L'entreprise a été fondée en 1939 par Adeline et Walter Ostheimer. L'entreprise fabrique des jouets dans l'esprit de la vision du monde anthroposophique et de la pédagogie Waldorf.
Sa charte graphique suit celle établie par le Goetheanum, siège de la Société anthroposophique universelle, comme les autres structures liées à l'anthroposophe. 